# Chemins de fer départementaux de la Loire

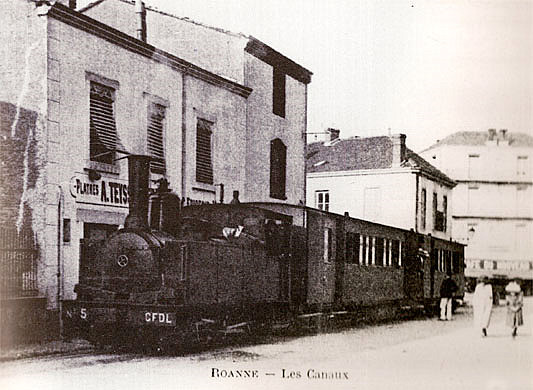
Un train des CFDL à Roanne, avec la locomotive Pinguely n°5 type 030T

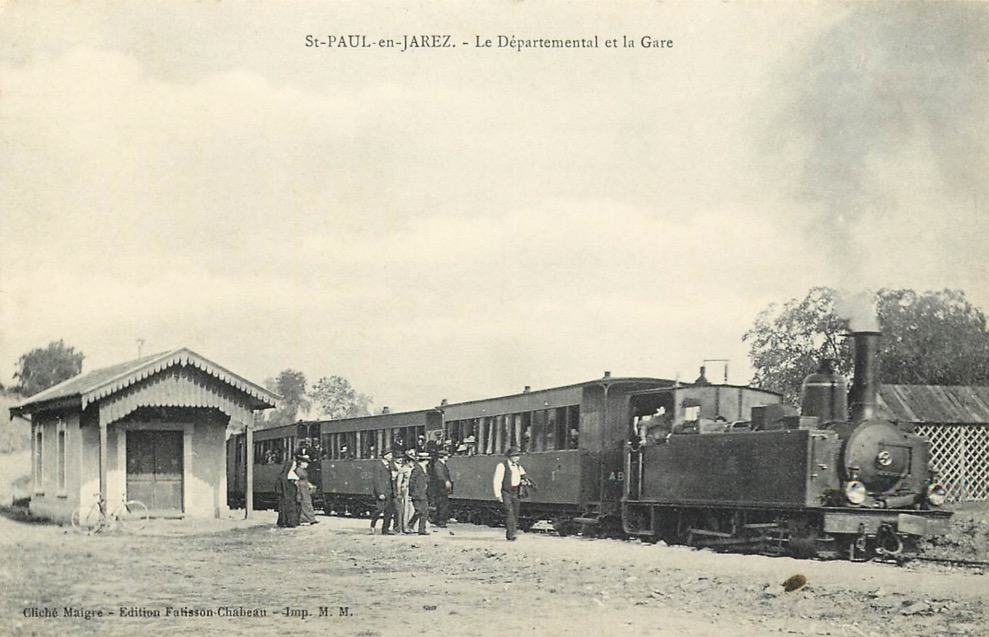
Un train en gare de Saint Paul en Jarez

Les Chemins de fer départementaux de la Loire (CFDL), formaient un réseau de chemins de fer secondaire à voie métrique de 98 km de longueur, divisé en deux parties dans ce département.

## Caractéristiques du réseau

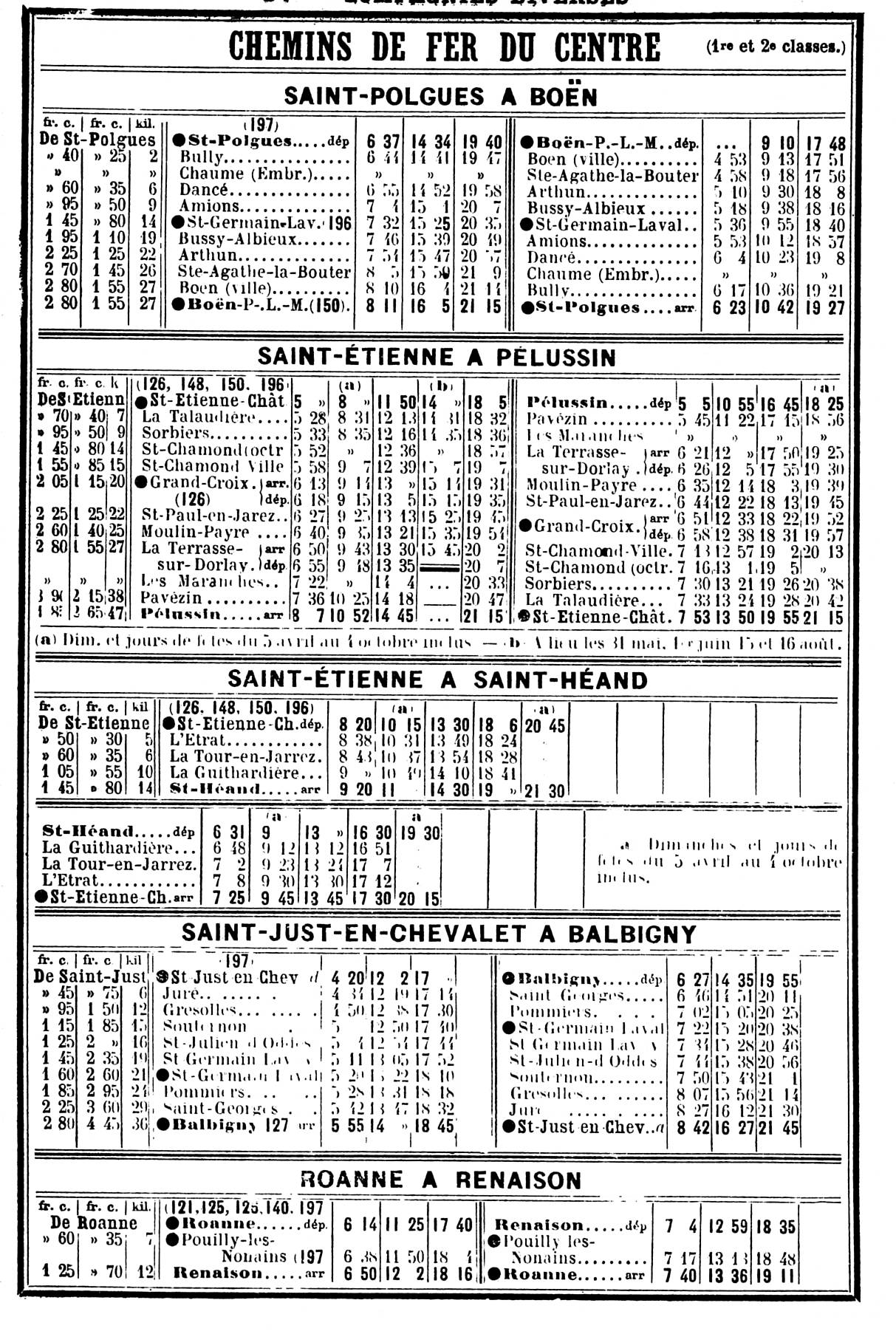
Horaires des lignes alors exploitées par les CFC, 1911-1928

- Le réseau Nord est construit autour de Roanne
  - Roanne -Pouilly-les-Nonains - Saint-Germain-Laval - Boën-sur-Lignon, 54 km, ouverture 20 mai 1901, fermeture en 1938;
  - Pouilly-les-Nonains - Renaison, 5 km, ouverture juin 1909

- Le réseau Sud  se développe autour de Saint-Étienne. 
  - Saint-Étienne - Saint Chamond, 1er août 1901, prolongée vers Pélussin le 6 août 1905 (30 km), et fermée le 15 juillet 1931
  - Saint-Étienne - Saint-Héand, (14 km) 1er août 1901, fermeture le 1er juillet 1931.

Ces deux réseaux aux mêmes caractéristiques et avec matériel roulant identique ne sont pas reliés entre eux. De conception proche des tramways ruraux, les lignes comportent de nombreuses sections en accotement de route.

### Prolongements réalisés par les CFC

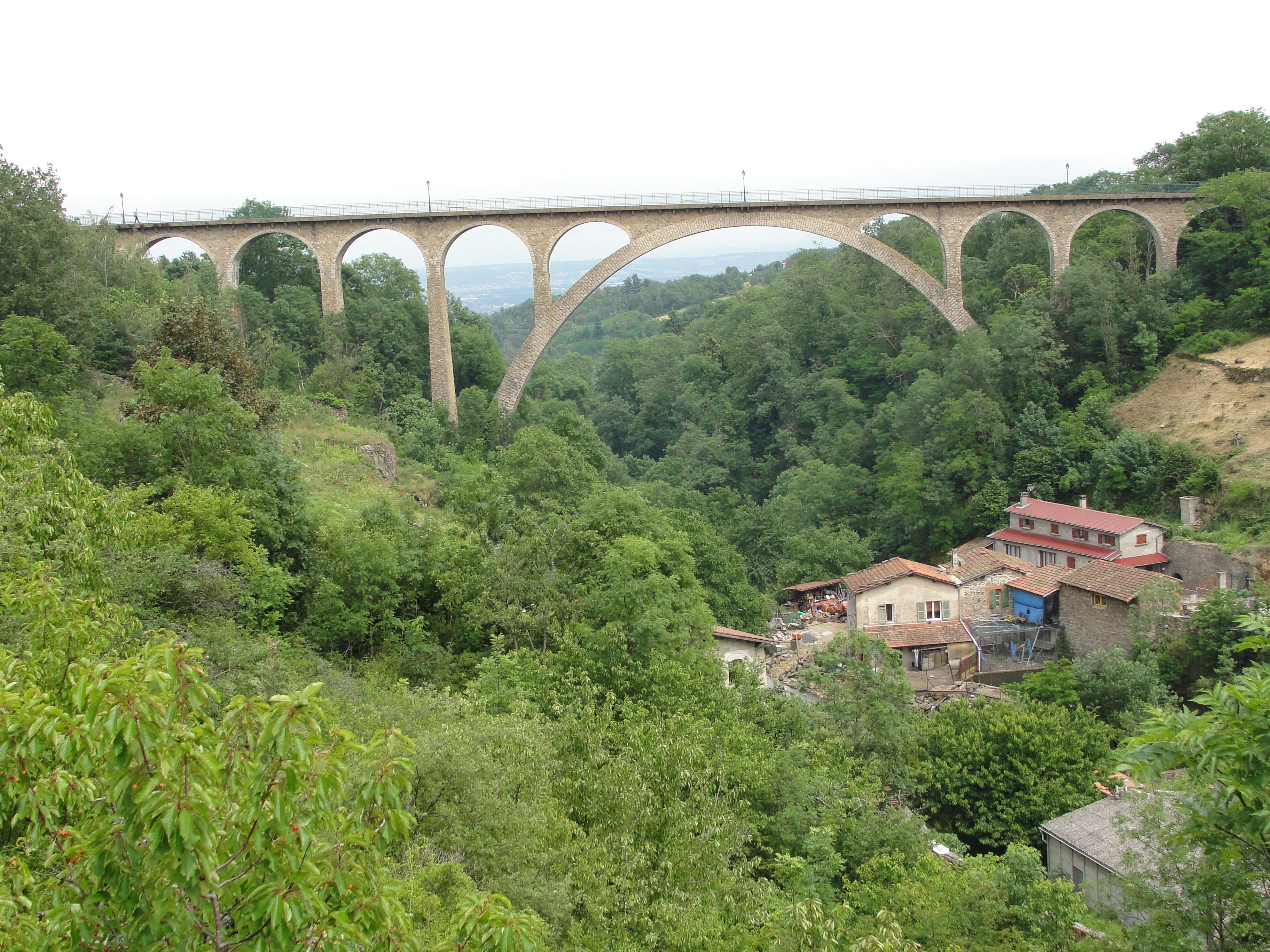
Le viaduc de Pélussin

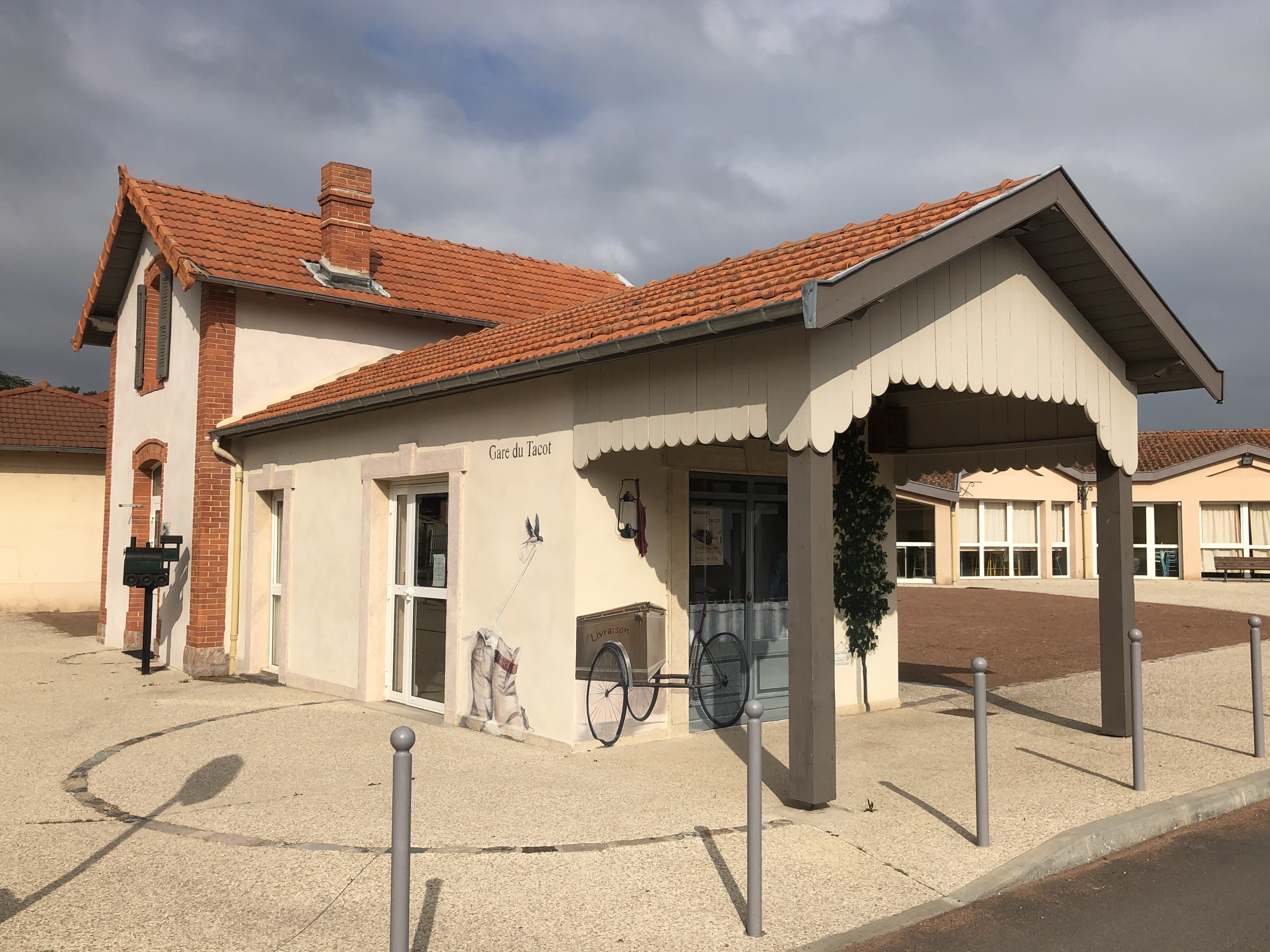
Ancienne gare de Pouilly-les-Nonains

La Société des Chemins de fer du Centre (CFC) , exploitante de 1911 à 1928, réalisa les prolongements suivants:
- Renaison - Ambierle, (8 km), en 1914 (réseau nord)
- Pélussin - Maclas, (6 km), en 1917 (réseau sud)

La compagnie CFC construit et exploite dans la Montagne bourbonnaise une ligne à voie métrique entre Vichy et Lavoine. Elle est prolongée dans le département de la Loire, avec le passage par le col du Beaulouis. La construction en 1912 du viaduc des Peux pour le franchissement de la Besbre à Saint-Priest-la-Prugne et l'embranchement de Juré jusqu'à Saint-Polgues permet de desservir Boën, Saint-Germain-Laval et Balbigny . 
En 1923, la section finale de Bussières à Régny est la dernière extension du  réseau de la Loire. 

## Exploitation
Le réseau fut successivement exploité par trois entreprises :
- la Compagnie des chemins de fer Départementaux de la Loire[4] (CFDL) 98 km de 1901 à 1911
- la Société des Chemins de fer du Centre (CFC) de 1911 à 1928
- la Régie des chemins de fer départementaux de la Loire à partir de 1928

En 1928, à la suite des difficultés financières de la compagnie CFC, la Société générale des chemins de fer économiques (SE) exploite la partie de ligne située dans l'Allier et la Régie  des chemins de fer départementaux de la Loire l'autre partie. La liaison interdépartementale entre Vichy et Roanne est alors interrompue.

## Le matériel roulant
Le réseau possédait douze locomotives Pinguely type 030, numérotées de 1 à 12. 
Leurs caractéristiques étaient les suivantes :
- poids à vide : 18,5 tonnes
- poids en charge : 25 tonnes
- diamètre des roues : 0,90 m
- surface de grille : 0,74 m2
- surface de chauffe : 45 m2
- timbre : 12 kg
- eau : 3 m3
- charbon : 0,8 t

| Type | Constructeur | Numéro constructeur | Numéro exploitant | Année de construction | Observations                           |
| ---- | ------------ | ------------------- | ----------------- | --------------------- | -------------------------------------- |
| 030T | Pinguely     | 34                  | 1                 | 1897                  | "Le Mont Pilat"                        |
| 030T | Pinguely     | 35                  | 2                 | 1897                  | "Le Lignon"                            |
| 030T | Pinguely     | 36                  | 3                 | 1897                  | "L'Aix"                                |
| 030T | Pinguely     | 37                  | 4                 | 1897                  | transformée en 130                     |
| 030T | Pinguely     | 44                  | 5                 | 1898                  |                                        |
| 030T | Pinguely     | 45                  | 6                 | 1898                  | transf. en 130, carrières des Malavaux |
| 030T | Pinguely     | 47                  | 7                 | 1898                  |                                        |
| 030T | Pinguely     | 48                  | 8                 | 1898                  |                                        |
| 030T | Pinguely     | 49                  | 9                 | 1898                  |                                        |
| 030T | Pinguely     | -                   | 10                | 1898                  |                                        |
| 030T | Pinguely     | -                   | 11                | 1898                  |                                        |
| 030T | Pinguely     | -                   | 12                | 1898                  |                                        |